# Phrynarachne melloleitaoi
Phrynarachne melloleitaoi es una especie de araña cangrejo del género Phrynarachne, familia Thomisidae. Fue descrita científicamente por Roger de Lessert en 1933.

## Distribución
Esta especie se encuentra en Angola.

## Tratamiento taxonómico
La especie aparece registrada y publicada en Araignées d’Angola. Résultats de la Mission scientifique suisse en Angola 1928-1929. Revue Suisse de Zoologie 40(1): 85–159.